# Grand Prix automobile de Grande-Bretagne 1987

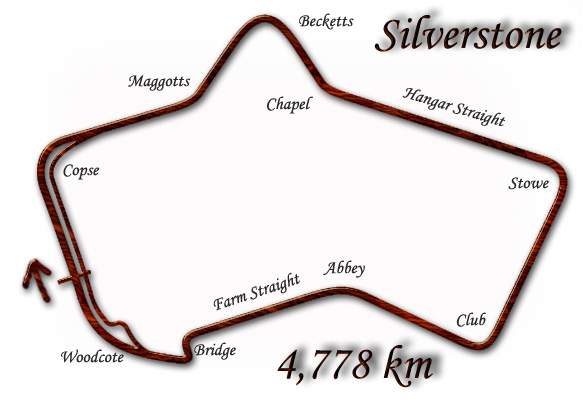
Circuit de Silverstone en 1987

Résultats du Grand Prix automobile de Grande-Bretagne de Formule 1 1987 qui a eu lieu sur le circuit de Silverstone le 12 juillet 1987.

## Classement
| Pos. | No | Pilote             | Écurie                 | Tours | Temps/Abandon                      | Grille | Points |
| ---- | -- | ------------------ | ---------------------- | ----- | ---------------------------------- | ------ | ------ |
| 1    | 5  | Nigel Mansell      | Williams-Honda         | 65    | 1 h 19 min 11 s 780 (235,291 km/h) | 2      | 9      |
| 2    | 6  | Nelson Piquet      | Williams-Honda         | 65    | + 1 s 918                          | 1      | 6      |
| 3    | 12 | Ayrton Senna       | Lotus-Honda            | 64    | + 1 tour                           | 3      | 4      |
| 4    | 11 | Satoru Nakajima    | Lotus-Honda            | 63    | + 2 tours                          | 12     | 3      |
| 5    | 17 | Derek Warwick      | Arrows-Megatron        | 63    | + 2 tours                          | 13     | 2      |
| 6    | 19 | Teo Fabi           | Benetton-Ford          | 63    | + 2 tours                          | 6      | 1      |
| 7    | 20 | Thierry Boutsen    | Benetton-Ford          | 62    | + 3 tours                          | 5      |        |
| 8    | 3  | Jonathan Palmer    | Tyrrell-Ford           | 60    | + 5 tours                          | 23     |        |
| 9    | 14 | Pascal Fabre       | AGS-Ford               | 59    | + 6 tours                          | 25     |        |
| Abd. | 4  | Philippe Streiff   | Tyrrell-Ford           | 57    | Soupape                            | 22     |        |
| Nc.  | 9  | Martin Brundle     | Zakspeed               | 54    | Non classé                         | 17     |        |
| Abd. | 1  | Alain Prost        | McLaren-TAG            | 53    | Panne électrique                   | 4      |        |
| Abd. | 27 | Michele Alboreto   | Ferrari                | 52    | Suspension                         | 7      |        |
| Abd. | 18 | Eddie Cheever      | Arrows-Megatron        | 45    | Moteur                             | 14     |        |
| Abd. | 23 | Adrian Campos      | Minardi-Motori Moderni | 34    | Pompe à essence                    | 19     |        |
| Abd. | 21 | Alex Caffi         | Osella-Alfa Romeo      | 32    | Moteur                             | 20     |        |
| Abd. | 10 | Christian Danner   | Zakspeed               | 32    | Boîte de vitesses                  | 18     |        |
| Abd. | 7  | Riccardo Patrese   | Brabham-BMW            | 28    | Moteur                             | 11     |        |
| Abd. | 2  | Stefan Johansson   | McLaren-TAG            | 18    | Moteur                             | 10     |        |
| Abd. | 24 | Alessandro Nannini | Minardi-Motori Moderni | 10    | Moteur                             | 15     |        |
| Abd. | 8  | Andrea De Cesaris  | Brabham-BMW            | 8     | Fuite d'huile                      | 9      |        |
| Abd. | 28 | Gerhard Berger     | Ferrari                | 7     | Sortie de piste                    | 8      |        |
| Abd. | 30 | Philippe Alliot    | Larrousse-Ford         | 7     | Transmission                       | 21     |        |
| Abd. | 25 | René Arnoux        | Ligier-Megatron        | 3     | Panne électrique                   | 16     |        |
| Abd. | 16 | Ivan Capelli       | March-Ford             | 3     | Boîte de vitesses                  | 24     |        |
| Dsq. | 26 | Piercarlo Ghinzani | Ligier-Megatron        |       | Disqualifié                        |        |        |

## Pole position et record du tour
- Pole position : Nelson Piquet en 1 min 07 s 110 (vitesse moyenne : 256,308 km/h).
- Meilleur tour en course : Nigel Mansell en 1 min 09 s 832 au 58e tour (vitesse moyenne : 246,317 km/h).

## Tours en tête
- Nelson Piquet : 62 (1-62)
- Nigel Mansell : 3 (63-65)

## À noter
- 10e victoire pour Nigel Mansell.
- 34e victoire pour Williams en tant que constructeur.
- 21e victoire pour Honda en tant que motoriste.
- Piercarlo Ghinzani est exclu pour ravitaillement hors des stands.